# Aita Gasparin
Aita Gasparin, född 9 februari 1994 i Poschiavo, är en schweizisk skidskytt som debuterade i världscupen i december 2012. Hon deltog vid olympiska vinterspelen 2014 och 2018. Aita är syster till skidskyttarna Selina Gasparin och Elisa Gasparin.